# Terre à foulon
 (août 2022).
Si vous disposez d'ouvrages ou d'articles de référence ou si vous connaissez des sites web de qualité traitant du thème abordé ici, merci de compléter l'article en donnant les références utiles à sa vérifiabilité et en les liant à la section « Notes et références ».

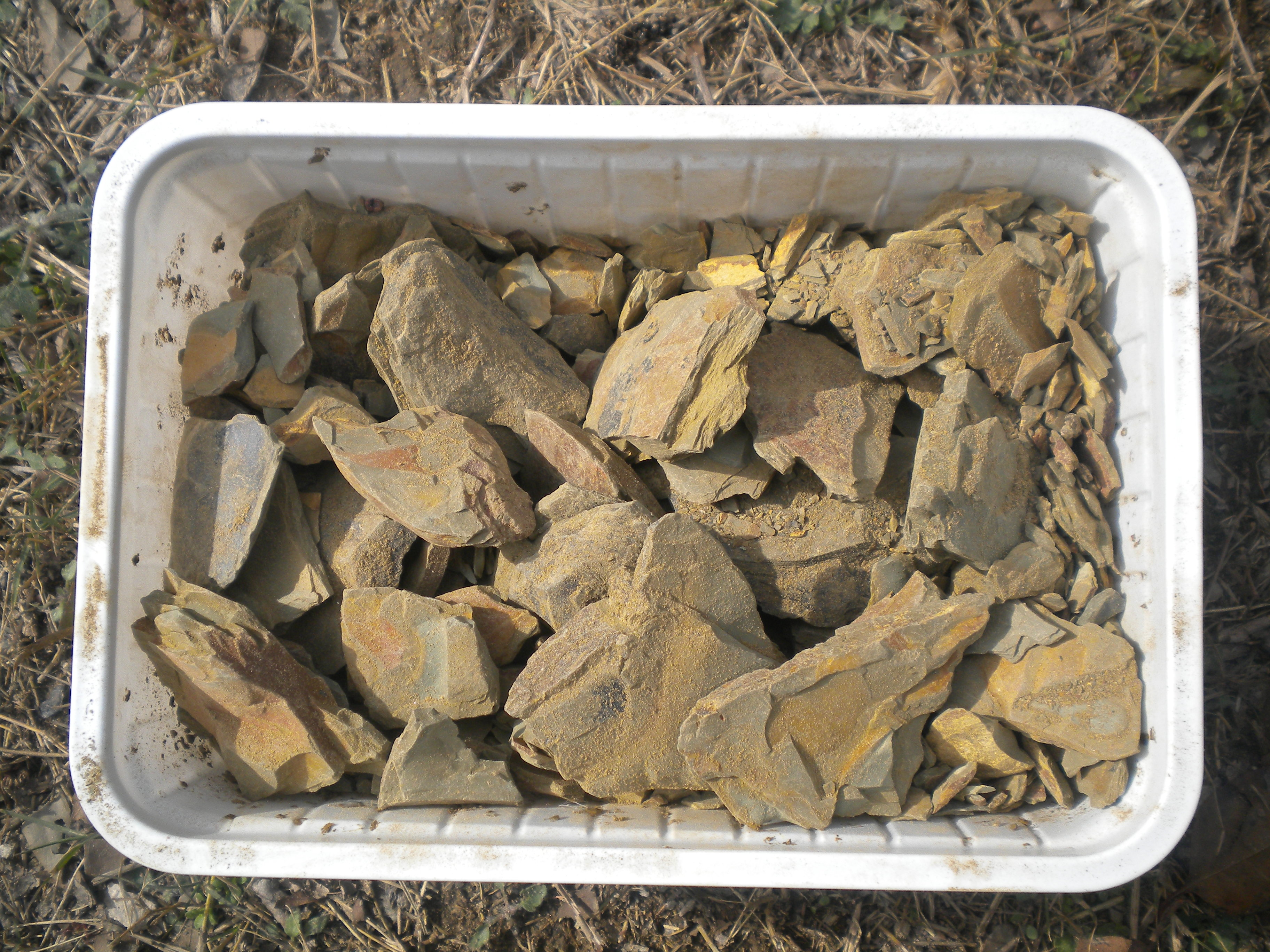
Terre à foulon (Fuller's earth)

La terre à foulon, terre décolorante, ou argile smectique, (smectique du grec smêktikos, σμηκτικός, signifiant apte à nettoyer, blanchir, frotter, racler (friction), lubrifier...) est une terre-argile collante riche en smectites aux vertus nettoyantes et dégraissantes utilisée depuis l'Antiquité pour imprégner et nettoyer les draps et les tissus textiles en les battant mécaniquement dans de l'eau glaiseuse. Cette opération dite de foulage se faisait aux pieds (littéralement "fouler"), ou à la main à l'aide de bâtons ou d'ustensiles comme des maillets. Les moulins à eau munis de système à marteaux mus par l'énergie hydraulique était dénommés foulons. La traduction quasi-phonétique de terre à foulon en anglais a donné le terme de fuller's earth (en), la terre des fouleurs.
Comme le nom français, le terme italien "terra da follone" a une origine latine et dérive de "fullo" (follone en italien), l'ouvrier de la "fullonica" – l'atelier romain où se faisait le feutrage de la laine – en se référant à l'opération mécanique de "foulage", de "piétinage", ou de "pressage" aux pieds des étoffes non tissées.

## Terminologie: argile smectique
En français, à partir du début du XIXe siècle, le terme ancien « terre à foulon » a progressivement cédé la place à celui d'« argile smectique ». Cependant, les deux termes désignent le même type d'argile, même si leur consonance et le contexte de leur usage (ancien ou plus moderne) diffèrent sensiblement. Le terme « smectique » caractérise la structure d'argiles gonflantes, les smectites (montmorillonite, en anglais US), de type 2:1, ou TOT, où les « feuillets » élémentaires TOT constitués de l'assemblage jointif et intime (liaison chimique très forte) d'une couche octaédrique (O) de gibbsite (Al2O3) prise en sandwich entre deux couches tétraédriques (T) de silice (SiO2), et disposés dans des plans parallèles, peuvent glisser facilement les uns sur les autres au niveau de l'espace interfoliaire (liaison chimique plus faible) séparant deux feuillets TOT contigus.
Le terme « smectique » est également utilisé dans la classification des cristaux liquides : nématiques (molécules de forme effilée comme un ver), cholestériques (molécules nématiques disposées en hélice), et smectiques, molécules organisées en couches comme les minéraux argileux. Dans ce contexte, le terme smectique qualifie un état mésomorphe, c’est-à-dire intermédiaire entre l’état cristallin et l’état liquide. Les bentonites d'origine volcanique riches en smectites ont la propriété de former des gels à l'état de suspension colloïdale lorsqu'elles sont dispersées à seulement quelques pourcents en masse (entre 1 et 5 % de la masse) dans l'eau.
Historiquement, l'adjectif smectique (« nettoyant » en ancien grec) a été utilisé pour désigner des substances gélatineuses, nettoyantes et onctueuses comme le savon.

## Propriétés
La terre à foulon se distingue principalement par ses propriétés nettoyantes, saponifères, détersives, dégraissantes et moussantes. Mélangée à de l'eau, elle forme des suspensions colloïdales boueuses très stables.
C’est une argile hydratée et gonflante d’un gris verdâtre (ions Fe2+), contenant presque toujours un peu d'oxyde de calcium, d'oxyde de magnésium et d’oxyde de fer ; elle est peu fusible, grasse au toucher et se délaye facilement dans l’eau qu’elle rend onctueuse comme le savon, sans former une pâte très ductile.
Selon le traité de minéralogie de René Just Haüy traitant de l’argile smectique, et citant M. Richard Kirwan (1735-1812), « cette argile se polit par frottement, n’adhère point à la langue, est un peu grasse au toucher et presque friable. Mise dans l’eau, elle s’y réduit en particules sans cohérence, en quoi elle est surtout distinguée de l’argile glaise ». Wallerius (1709-1785) dit que « quand on la broie avec le doigt mouillé, elle produit une écume savonneuse. Mais cette propriété n’a pas lieu pour toutes les argiles smectiques »,. « La couleur a souvent une teinte verdâtre, jointe au gris, au blanc, au brun, etc. »
Dans un autre traité[citation nécessaire] publié en 1832 par l'Académie royale des sciences, des lettres et des beaux-arts de Belgique, on lit :
« L'argile smectique ne contient pas, comme l'argile calcarifère, de carbonate de chaux, si ce n'est au point de contact des deux argiles. Au chalumeau, elle est fusible ; dans l'eau, elle est désagrégeable et ne forme qu'une pâte courte ; sa couleur ordinaire est le jaune-salé passant au grisâtre, souvent bigarré de brunâtre. »
Sous le nom de dielle, elle est également mélangée avec la houille menue pour constituer des boulets pour chauffer les habitations. Lorsqu'elle est grasse, collante, fine et ne renferme pas de corps étrangers abrasifs (sable, graviers, minéraux divers..., elle sert à fouler les draps.

## Nettoyage des étoffes textiles

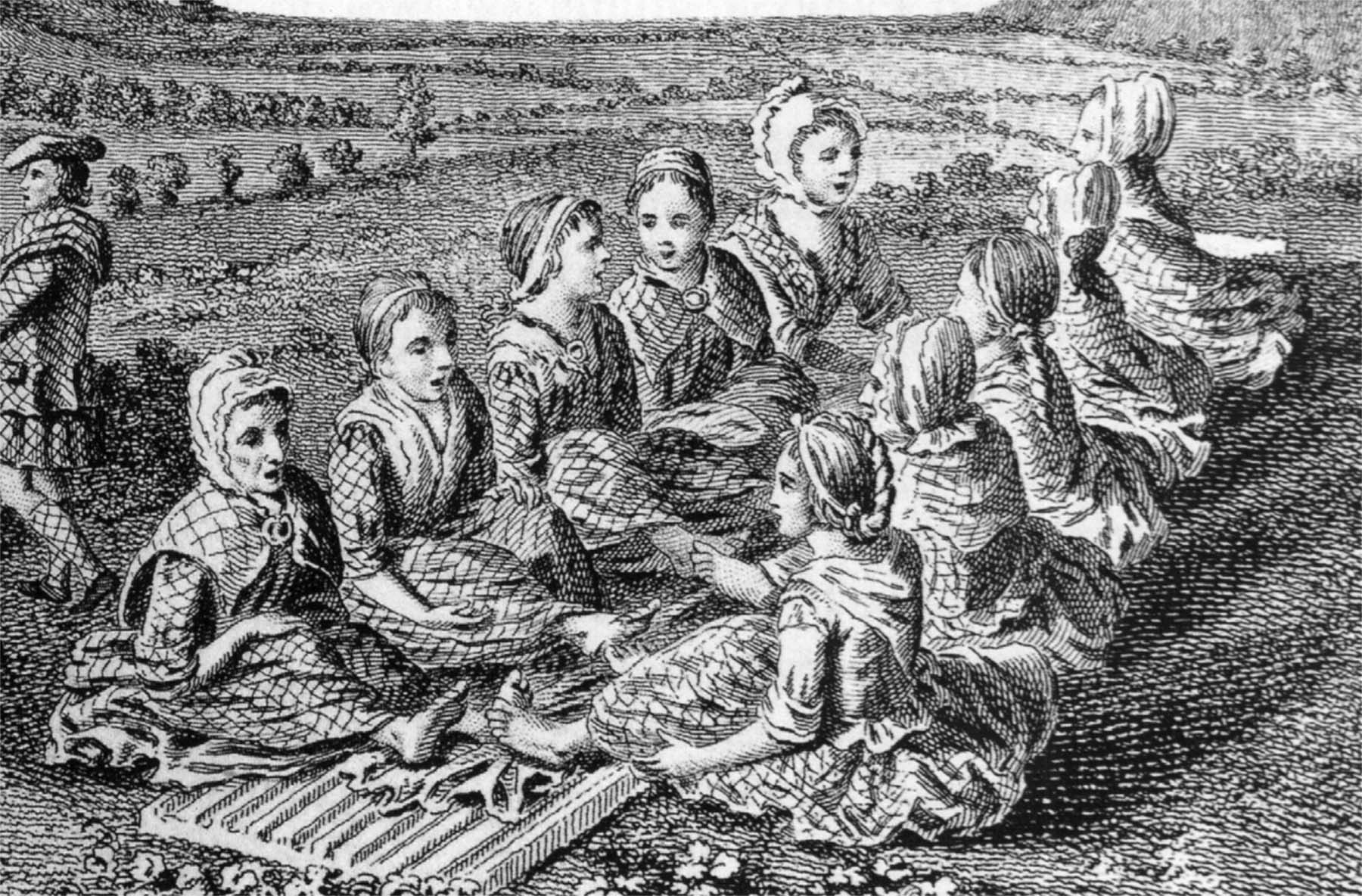
Gravure montrant des femmes assises et foulant des étoffes aux pieds (circa 1770, en Écosse)

Ce sont ses propriétés nettoyantes et dégraissantes qui la faisait utiliser pour le foulage mécanique des textiles ; elle servait à enlever aux étoffes de laine la graisse animale imbibant les fils et facilitant leur filage et leur tissage. Les tissus, les draps, étaient mis dans des auges avec la terre à foulon, abondamment arrosés pour y être foulés, soit directement aux pieds, soit manuellement avec un fouloir à main, soit mécaniquement avec des maillets mus par la force de l’eau dans les moulins à foulon.
Le processus de nettoyage reposait sur la combinaison de deux actions, l'une mécanique par frottement des particules argileuses très fines (< 2 µm) et peu abrasives (argile gonflante) sur les fibres des tissus et l'autre physico-chimique, les smectites ayant une grande capacité d'adsorption et d'absorption de substances dissoutes ou en suspension dans l'eau.

## Feutrage de la laine
À côté du nettoyage mécanique des draps et des étoffes tissées, le foulage servait aussi à la production du feutre de laine. L'action mécanique par battage et compression physique des fibres de laine non-tissées avait également pour effet de modifier l'état de surface des poils de laine (formation d'aspérités) et ainsi de faciliter l'adhésion des fibres de laine entre elles afin de produire du feutre, un textile non tissé.

## Autre application de nettoyage avec des argiles smectiques
Le pouvoir de nettoyage des argiles smectites contenues à l'état d'impureté dans d'autres matériaux très doux comme le gypse (CaSO4·2H2O, niveau 2 sur l'échelle de Mohs, rayable à l'ongle et légèrement soluble dans l'eau, ~ 1-2 g/L) a également été utilisé en combinaison avec une action de frottement mécanique douce pour enlever des taches sur des textiles délicats. Dans cette utilisation de nettoyage dérivée, il n'y a ni foulage, ni battage, seulement l'action mécanique de frottement sur le tissu. Ce fût notamment le cas à Paris, ou le gypse chargé naturellement d'impuretés argileuses était employé comme pierre à détacher. Ce gypse provenait de dépôts d'évaporite du bassin parisien exploités notamment à Montmartre et à Pantin en région parisienne. L'emploi de ce gypse argileux, seul ou mélangé avec un peu de soude caustique (NaOH), permettait de raviver les couleurs des étoffes. Le bloc de gypse, après avoir été trempé dans l’eau, était frotté sur la tache ; la couche terreuse restante une fois séchée était enlevée par brossage ; le gras était absorbé par l’argile.

## Autres usages

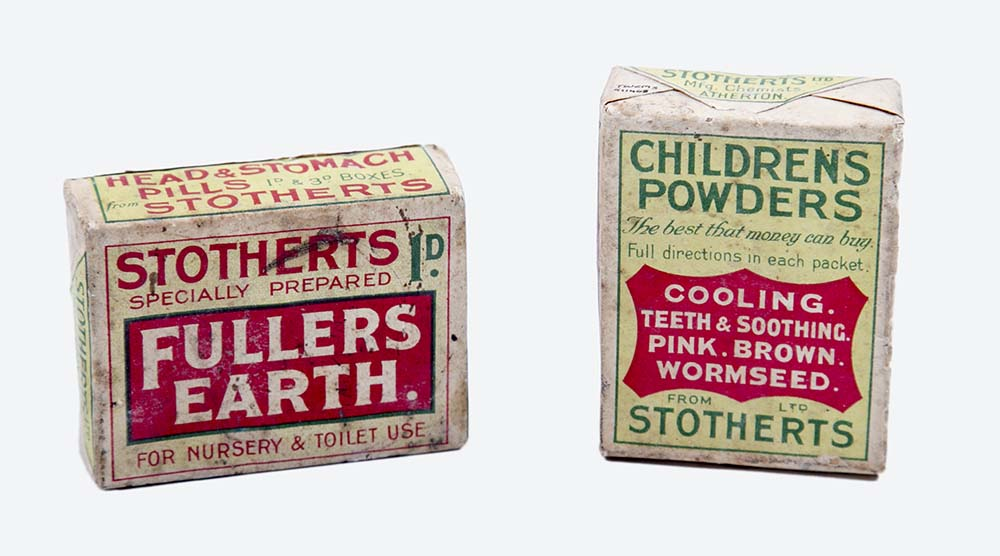
Boîte de terre à foulon (fuller's earth) à usage médicinal (circa 1915)

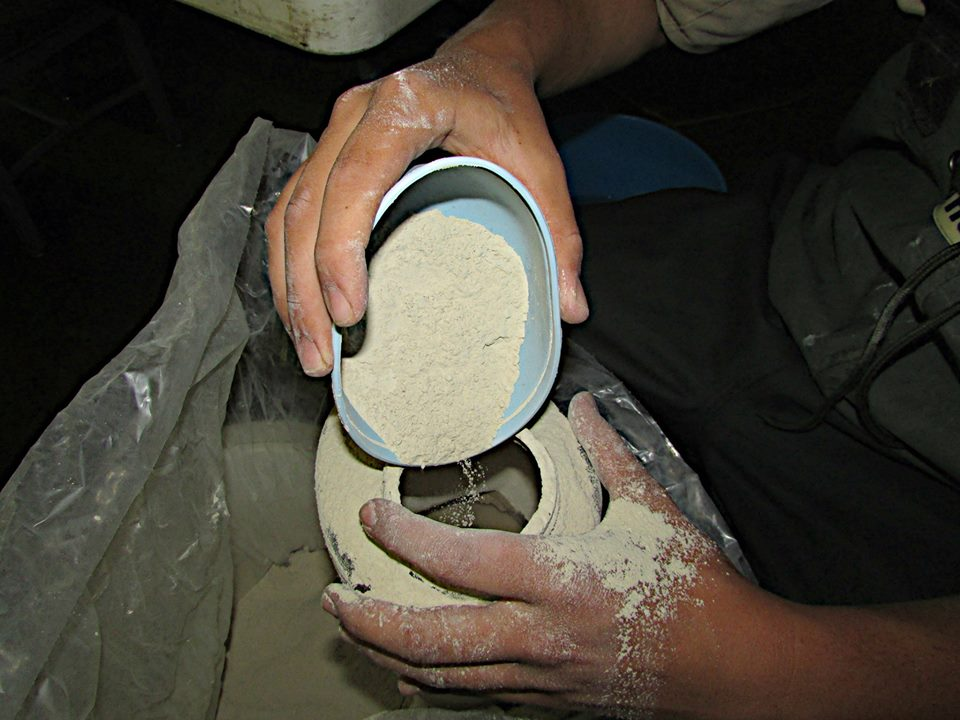
Poudre de terre à foulon (Fuller's earth), utilisée par l'industrie du film

- L'argile smectique et les argiles smectites de façon plus générale sont utilisées comme substances absorbantes pour les opérations de décontamination lors d'accidents chimiques ou de pollution par des substances comme les hydrocarbures.
- Dans l'industrie des huiles alimentaires, elle est utilisée comme agent de filtration afin de décolorer, de blanchir et de purifier les graisses.
- La terre à foulon est utilisée dans l'industrie alimentaire pour clarifier ou affiner le vin, le moût et le jus de raisin, pour stabiliser la bière et pour purifier la mélasse et le sirop de glucose.
- La grande surface spécifique des argiles smectiques est mise à profit comme support de catalyseurs dans l'industrie chimique.
- La terre à foulon, grâce à sa grande capacité d'absorption des corps gras, est utilisée en cosmétique pour les applications d'emplâtres et dans le traitement de l'acné.
- La terre à foulon (ou saponite) est utilisée pour le détachage[pas clair] des bétons[citation nécessaire].
- Elle sert d'absorbant dans la litière pour chats.
- Elle entre dans la fabrication de patines destinées à donner un aspect ancien et vieilli aux meubles.
- Le Ghassoul, ou Rhassoul, originaire du Maghreb, est utilisé pour la fabrication de produits cosmétiques (savon, shampoing, etc).
- Elle entrait dans la composition du savon au fiel.
- Elle servait à fabriquer le Sonabou, un mélange d'argile et de cendres (riches en carbonate de potassium), l'ancêtre du dentifrice utilisé dans l'antiquité par les Égyptiens, les Grecs, puis les Romains.
- En 2024, une étude scientifique conjointe du CHU de Nice et de l’IHU Méditerranée Infection de Marseille  a montré que la Terre de Sommières était efficace pour tuer les punaises de lit, avec une efficacité allant de 75% à 100% en exposition permanente et courte[5].

## Littérature
La terre à foulon est prétexte à l'une des enquêtes de Sherlock Holmes, de Sir Arthur Conan Doyle, Le Pouce de l'ingénieur.

## Note
1. ↑  Follare, dans Vocabulaire étymologique de la langue italienne, www.etimo.it (2008).
2. ↑  René Just Haüy (1822). Traité de minéralogie. Vol. 1, Bachelier (France, Conseil général des mines).
3. 1 2  Kirwan, R. (1810). Elements of mineralogy (Vol. 1). J. Mackinlay.
4. ↑  Kirwan, t.I, p. 185
5. ↑  Halilou Almou Oumarou, Harouna Tahirou Hima, Jean Michel Berenger, Grégory Michel, Olivier Grauby, Philippe Parola, Christelle Pomares et Pascal Delaunay, « Bed bug control with various dusts: Efficacy comparison between silicon dioxide, diatomaceous earth, and Sommières earth », Parasite, vol. 31,‎ 2024, p. 41 (ISSN 1776-1042, PMID 39052011, PMCID 11271705, DOI 10.1051/parasite/2024040)